# Luhačovice
Luhačovice (in tedesco Bad Luhatschowitz) è una città della Repubblica Ceca facente parte del distretto di Zlín, nella regione di Zlín.

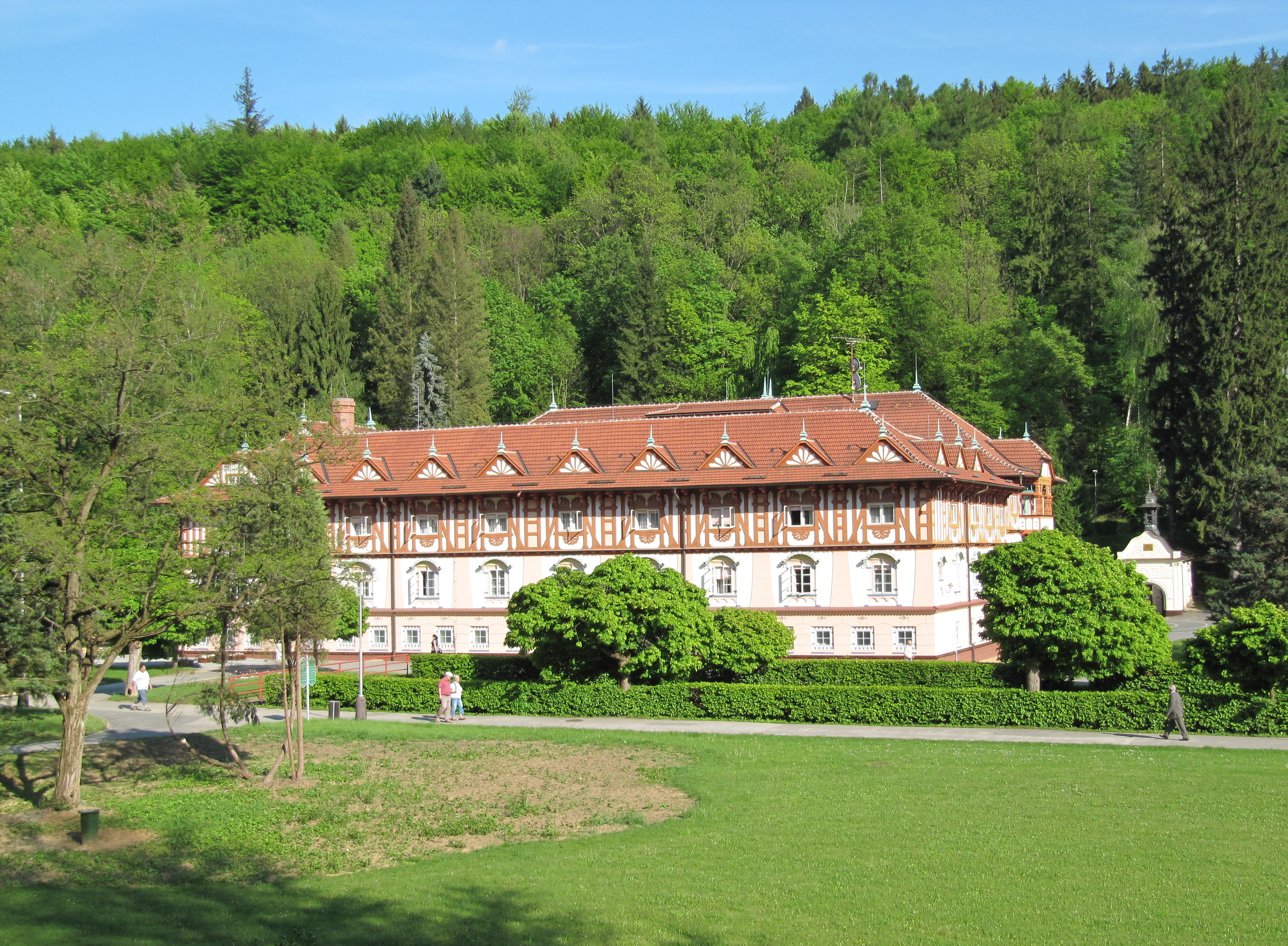
Un edificio termale costruito da Dušan Jurkovič.

La città ospita in un parco vasti stabilimenti termali, con alcuni edifici costruiti dall'architetto slovacco Dušan Jurkovič.